# Nationalparken Triglav

Karta över Nationalparken Triglav.

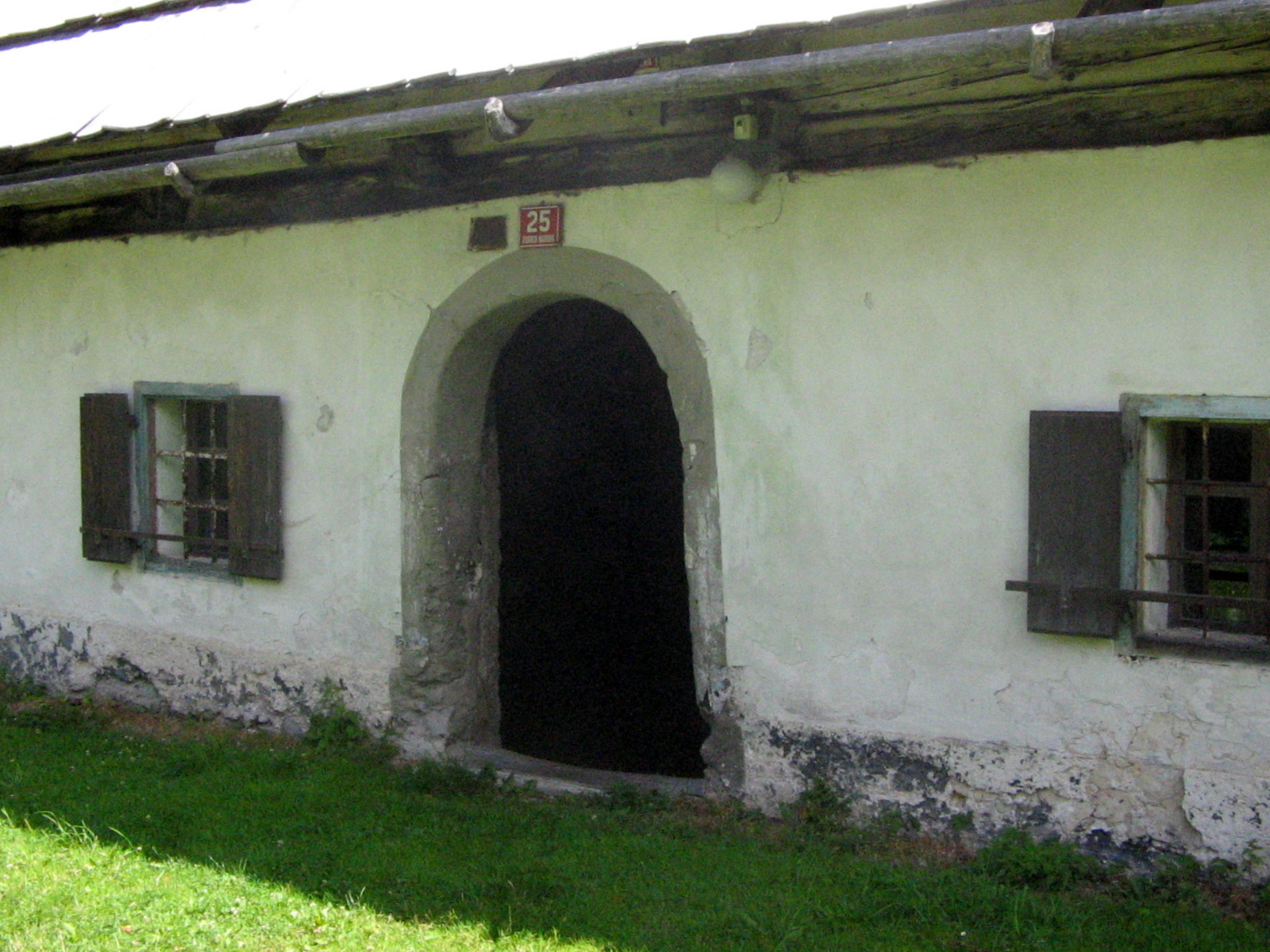
Bondgården Pocar i Zgornja Radovna.

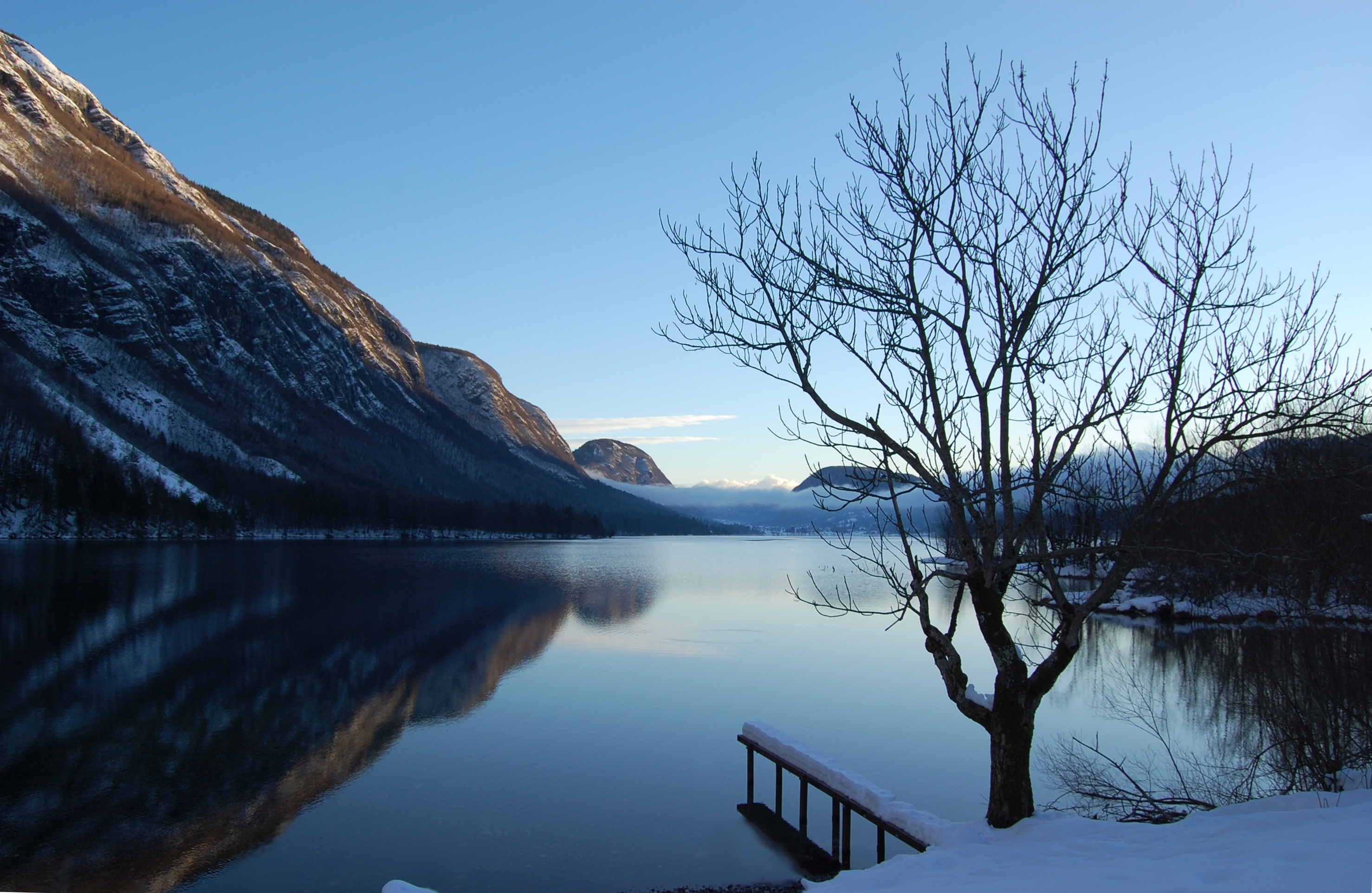
Bohinjsjön (Bohinjsko jezero).

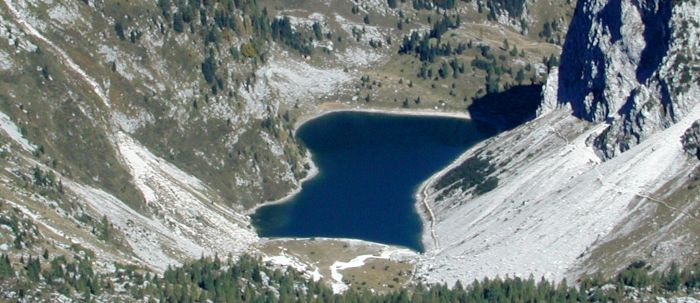
Krnsjön (Krnsko jezero).

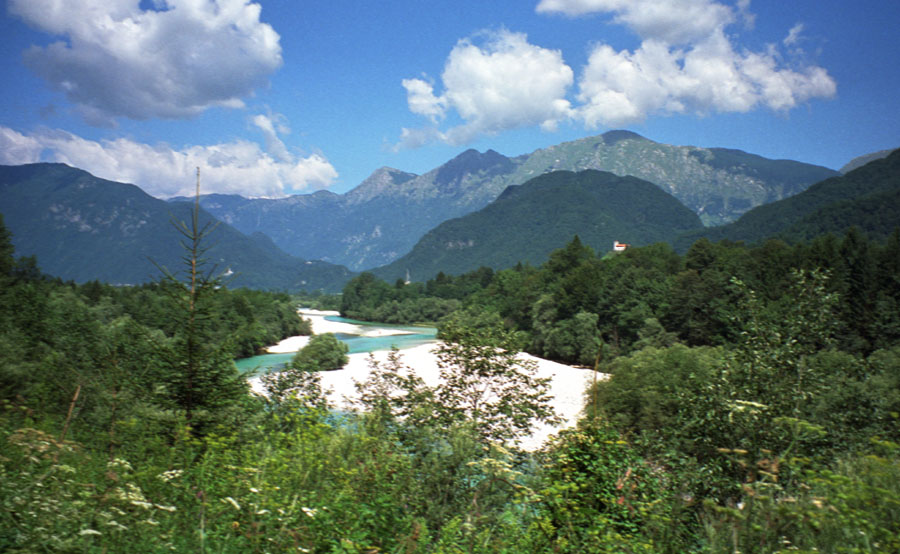
Isonzo (Soča).

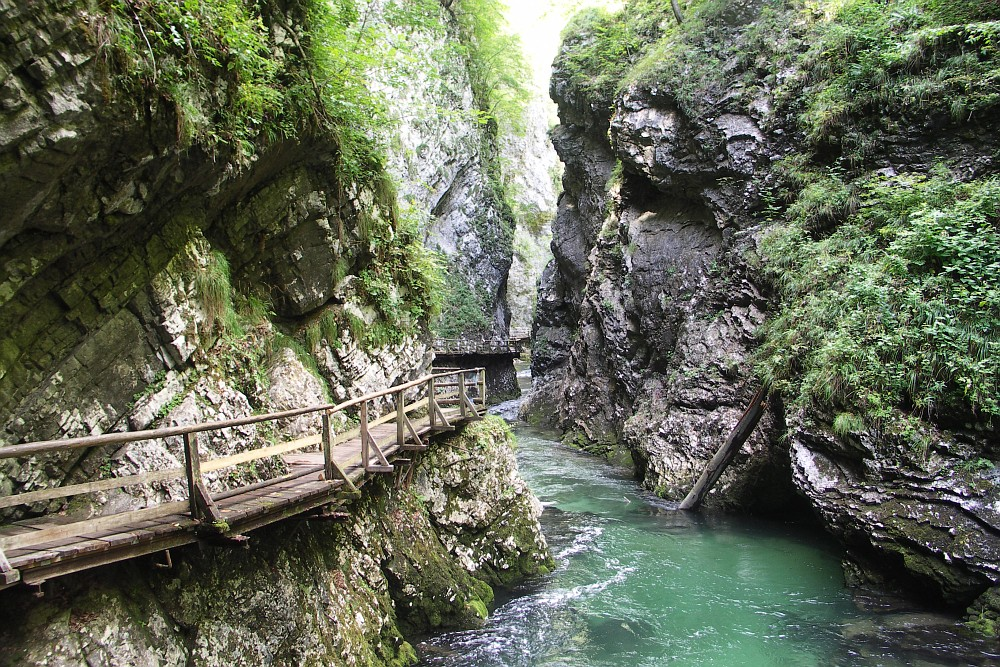
Radovnafloden (Reka Radovna).

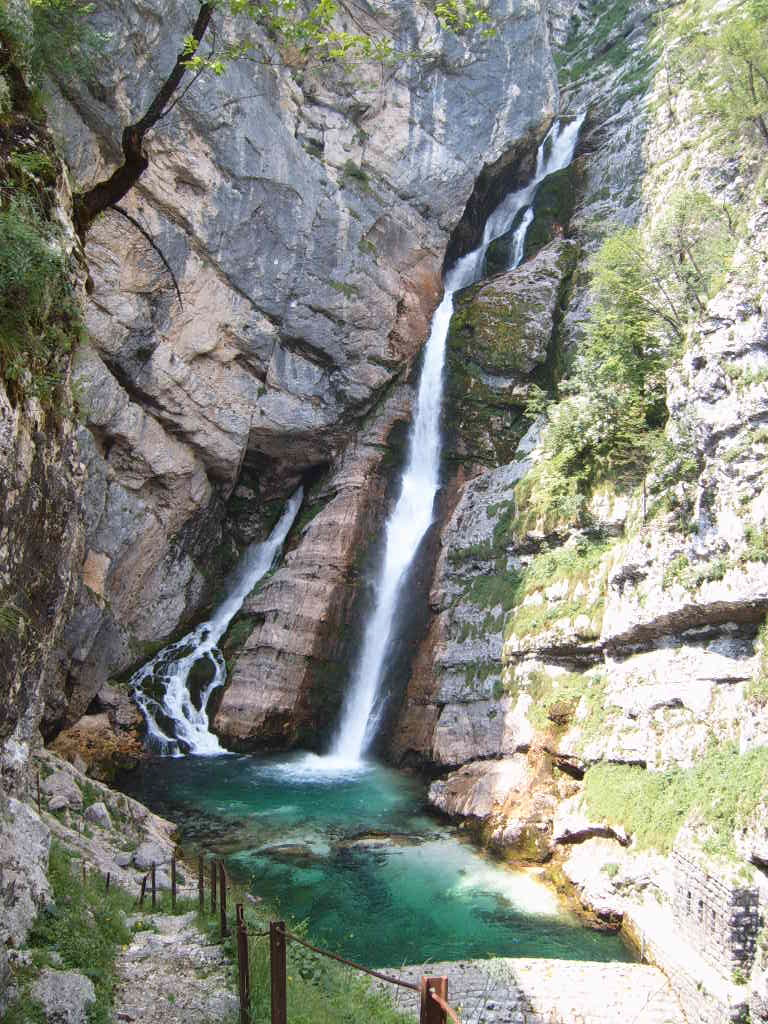
Vattenfallet Savica.

Nationalparken Triglav, som omfattar berget Triglav med omnejd, är den enda nationalparken i Slovenien. Den täcker en yta på 840 kvadratkilometer. Nationalparken grundades 1961 men en del av den (Dolina Triglavskih jezer, Triglavsjöarnas dal) har varit naturskyddat område sedan 1924.

## Nationalparkens utsträckning och historia
Nationalparken gränsar till Italien och ligger även nära den österrikiska gränsen. Nationalparken Triglav täcker fyra procent av Sloveniens yta. Nästan hela ytan täcks av Juliska alpernas (slovenska: Julijske Alpe, italienska: Alpi Giulie) östra del. Första gången området blev skyddat var år 1924, då man etablerade en alpin skyddspark (slovenska: Alpskega varstvenega parka). År 1961 döptes den om till Nationalparken Triglav (slovenska: Triglavski narodni park), men omfattade endast de närmaste omgivningarna kring berget Triglav och dess sjöar. Nationalparken fick sin nuvarande utsträckning 1981. År 2003 klassades området som biosfärområde i Unesco-programmet Man and Biosphere Programme (MAB).

## Topografi
Nationalparken består av bergsryggar, glaciärdalar och sjöar, men också av ytliga och underjordiska karst bildningar. I området finns källan till floden Sava som rinner ut i Donau vid Belgrad, Serbien, men även Isonzo (slovenska: Soča) har sin källa där och floden Radovna (slovenska: Reka Radovna) rinner genom området. Vegetationen är i huvudsak alpin. Det högsta berget är Triglav, 2,864 m, vilket gör det till Sloveniens högsta berg och det återfinns både på Sloveniens statsvapen och på Sloveniens flagga. I parken finns ett flertal sjöar till exempel Krnsjön (slovenska: Krnsko jezero) som är 400 m lång och 17 m djup och anses vara den största alpina sjön och Bohinjsjön (slovenska: Bohinjsko jezero) som är den största permanenta sjön i Slovenien. Här finns också flera vattenfall bland andra Savica och Peričnik. Nationalparken är uppdelad i följande kommuner: Bovec, Bohinj, Kranjska Gora, Bled, Tolmin, Kobarid, Gorje och Jesenice.

## Växt och djurliv
Två tredjedelar av parkens yta täcks av skog. De vanligaste trädslagen är bok, gran och lärkträd men i parkens varmare södra del finns avenbok och ask. I parken finns även en rik växtflora och här finner man bland annat triglavfibbla (Crepis terglouensis), julisk vallmo (Papaver alpinum subsp. ernesti-mayeri) och silverbladig näve (Geranium argentum). De typiska djuren i parken är stenget, stenbock, kronhjort, brunbjörn, lodjur, örn, ett antal olika fåglar och reptiler och den inhemska marmorforellen (Salmo marmoratus).

## Kulturarv
Nationalparkens kulturarv är mångskiftande och pittoreskt, eftersom den ligger där olika klimattyper och kulturer möts. De olika lokala arkitekturstilarna är baserade på de boendes erfarenheter, naturens villkor och tillgången på lokalt material. Arkitekturen i parken är ett resultat av bosättningen, de ekonomiska aktiviteterna, områdets öppenhet och influenserna från medelhavskulturer, alpina och friuliska kulturer. Bondgården Pocar, som ligger i Zgornja Radovna, är en av de äldsta bondgårdarna i nationalparken. Man har funnit dokument i huset, ett från 1609 och ett från 1672, som innehåller namnet Potzer för första gången. Många generationer har bott i bondgården, men nu är den museum. År 2007 fick nationalparken Europa Nostras pris European Union Prize for cultural heritage för att den är ett ovanligt och autentiskt exempel på 1700-talets alpina arkitektur och etnologiskt kulturarv.

## Turism
Nationalparken är ett speciellt skyddat område vilket gör att man endast i väldigt begränsad omfattning får bygga och göra ändringar i den. I området finns välmarkerade stigar som även är säkrade i de områden som kräver det och nationalparken är ett välbesökt vandringsområde. På Bohinjsjön (slovenska: Bohinjsko jezero) kan man under somrarna utöva olika vattensporter.

## Namnet Triglav
Namnet Triglav har använts inom flera områden. Mellan åren 1865-1870 gavs en tyskspråkig tidning ut med namnet Triglav av gruppen gamla slovener (slovenska: staroslovenci) som riktades till slovenerna som inte kunde slovenska men var intresserade av den framväxande slovenska nationalismen. 
Den 30 december 1968 utförde den slovenska konstgruppen OHO (Milenko Matanovic, David Nez och Drago Dellabernardina) en happening med namnet Mount Triglav i Zvezda park (Stjärn parken), Ljubljana. Verket var en visuell metafor, de tre konstnärerna var draperade i tyg och deras långhåriga hippiehuvuden stack ut i tre olika höjder. Verkets titel som fanns på en skylt framför dem anspelade på berget Triglav, tri (tre) + glav (huvud) = tre huvud. Konstnärernas kroppsposition och beklädnad gav ikonografiska anspelningar på berget Triglav, det vill säga var en metafor för berget. Verket visade förhållandet mellan berget som materia och namnet som märke. Senare har rekonstruktioner av happeningen gjorts av gruppen Irwin (Andrej Savski, Borut Vogelnik och Roman Uranjek) som heter Svoji k svojim/Gora Triglav (Kaka söker maka / Berget Triglav) år 2004 i Zvezda Park och sen den 6 augusti 2007 av konstnärerna Janez Janša, Janez Janša och Janez Janša:  Triglav na Triglavu (Berget Triglav på Triglav) på berget Triglav. 
Teatergruppen Gledališče Sester Scipion Nasice gjorde föreställningen Krst pod Triglavom (Dop under Triglav) år 1986. Estetiken var från 1900-talets tidiga avantgarde, ikonografin var från slovensk mytologi, tradition och konst, föreställningen hade även en fragmenterad struktur. Den bestod av självständigt sammanlänkade delar och kom att väcka mycket diskussion och ett flertal kontroversiella tolkningar. Föreställningen etablerade ett nytt teaterspråk som baserades på visuella uttryck, rörelser och ljud, vilket har gjort den till den mest inflytelserika teaterföreställningen i Sloveniens teaterhistoria.